# Hellmuth Reichel

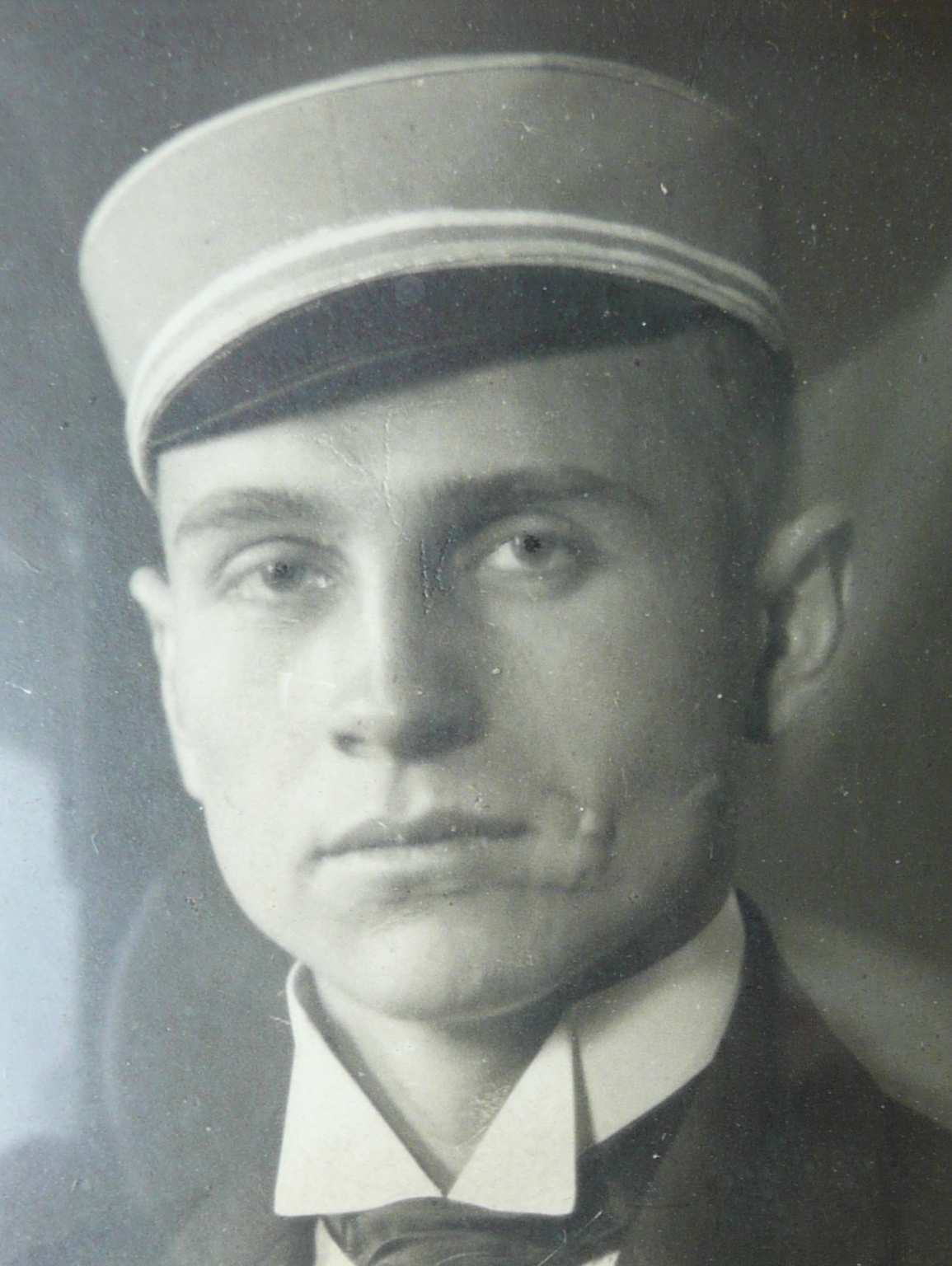
Hellmuth Reichel als Student (1919)

Hellmuth Reichel (* 16. November 1900 in Chropaczow, Landkreis Beuthen; † 26. Juni 1962 in Bad Pyrmont) war ein deutscher Balneologe und Professor.

## Leben
Reichel wuchs im oberschlesischen Industrieort Chropaczow auf, der 1909 in Schlesiengrube umbenannt wurde, und machte dort sein Abitur. Danach studierte er an der Universität Breslau Medizin und war in dieser Zeit beim Corps Silesia aktiv.
Nach seinem im Jahr 1924 bestandenen ärztlichen Staatsexamen war Reichel in Bautzen, Gelsenkirchen, Berlin und Leipzig tätig. An der Universität Leipzig habilitierte er sich im Fach innere Medizin.
1936 ging er als Leiter des Balneologischen Instituts nach Bad Pyrmont und eröffnete gleichzeitig eine Praxis als Badearzt. Im Zweiten Weltkrieg war er an verschiedenen Orten eingesetzt und wurde bis zum Oberstabsarzt befördert.
Nach Kriegsende kehrte er nach Bad Pyrmont zurück und war neben seiner Praxis und dem Balneologischen Institut noch als Lehrbeauftragter für Balneologie an der Universität Göttingen tätig, wo er 1962 auch zum außerplanmäßigen Professor ernannt wurde.

## Werke
- Balneologische, klimatische und diätetische Therapie der Blutkrankheiten, Bad Pyrmont 1937
- Der Einfluss der kohlensäurehaltigen Stahlquellen des Bades Pyrmont auf Diurese und Wasserbilanz des Menschen, Bad Pyrmont 1937
- Diätetische Behandlung der Gelenkerkrankungen, Bad Pyrmont 1938
- Nervenrheumatismus, Bad Pyrmont 1939
- Neuere Arbeiten auf dem Gebiet der Klimatotherapie, Bad Pyrmont 1939
- Allgemeine Balneologie, Bonn 1958